# Preston (Géorgie)
Pour les articles homonymes, voir Preston.
La zone non incorporée de Preston est le siège du comté de Webster, dans l’État de Géorgie, aux États-Unis. Lors du recensement de 2000, sa population s’élevait à 453 habitants.

## Démographie
| 1870 | 1880 | 1900 | 1910 | 1920 | 1930 |
| ---- | ---- | ---- | ---- | ---- | ---- |
| 186  | 139  | 146  | 259  | 252  | 321  |

| 1940 | 1950 | 1960 | 1970 | 1980 | 1990 |
| ---- | ---- | ---- | ---- | ---- | ---- |
| 349  | 260  | 232  | 226  | 429  | 388  |

| 2000 | - | - | - | - | - |
| ---- | - | - | - | - | - |
| 453  | - | - | - | - | - |

## Source
- (en) Cet article est partiellement ou en totalité issu de l’article de Wikipédia en anglais intitulé « Preston, Georgia » (voir la liste des auteurs).